# Mykola Rudnytskyy
Mykola Leonidovych Rudnytskyy (en ukrainien : Рудницький Микола Леонідович) est un joueur ukrainien de volley-ball né le 18 septembre 1981 à Jytomyr (oblast de Jytomyr, alors en URSS). Il mesure 2,10 m et joue central. Il est international ukrainien.

## Clubs
| Club                 | De        | À         |
| -------------------- | --------- | --------- |
| Azovstal Marioupol   | 2003-2004 |           |
| Azot Tcherkassy      |           | 2008-2009 |
| VK Lokomotiv Kharkiv | 2009-2010 | ...       |

## Palmarès
- Championnat d'Ukraine (4)
  - Vainqueur : 2010, 2011, 2012, 2013
  - Finaliste : 2005
- Coupe d'Ukraine (4)
  - Vainqueur : 2010, 2011, 2012, 2013
  - Finaliste : 2005, 2006